# Curt Hillfon
Gösta Curt Hillfon, född 18 oktober 1943 i Högalids församling i Stockholm, död 19 mars 2018 i Kristianstad, var en svensk målare, grafiker och tecknare. 

## Biografi
Hillfon växte upp i Stockholm, men var sedan 1960-talet verksam på Österlen i Skåne och hade sin ateljé i det gamla bränneriet i Maglehem utanför Degeberga. Han utbildade sig i Stockholm på Konstfack 1960–1963 och vid Kungliga Konsthögskolan 1966–1971. Hillfon hade en rad separatutställningar på ett flertal gallerier runt om i Sverige och även ställt ut på Lunds konsthall och Göteborgs konsthall. 
Han är representerad på Moderna Museet i Stockholm, Göteborgs konstmuseum, Malmö konstmuseum, Helsingborgs museum, Nationalmuseum, Länsmuseet Gävleborg, Kalmar Konstmuseum, Norrköpings konstmuseum och Örebro läns landsting.

### Familj
Curt Hillfon var son till arkitekten Gösta Hillfon och skulptören och keramikern Hertha Hillfon samt bror till konstnären Maria Hillfon och far till Freja Hillfon, keramiker, Märta Hillfon, smyckes- och kläddesigner samt glaskonstnären Max Hillfon.